# Scelio pallidipes
Scelio pallidipes är en stekelart som beskrevs av William Harris Ashmead 1893. Scelio pallidipes ingår i släktet Scelio och familjen Scelionidae. Inga underarter finns listade i Catalogue of Life.